# Stefan Klockare
Stefan Lars Lennart Klockare, född 30 maj 1972 i Kalix, är en svensk ishockeytränare och före detta ishockeyback.
Klockare spelade åtta säsonger i Brynäs IF under åren 1990-1998. 1999 värvades han av Timrå IK och var bland annat med om att spela upp laget i Elitserien år 2000. Efter ett elitserieår i Timrå fick gick han över till Skellefteå AIK i allsvenskan och var med om att föra upp även dem. Hans sista säsong som spelare var 2002/03 i Skellefteå AIK.
Han har sedan säsongen 2003/04 haft en rad olika tränaruppdrag för Skellefteå AIK och blev till säsongen 2010/11 biträdande tränare till Skellefteå AIK:s A-lag, under huvudtränaren Anders Forsberg. Son till Lennart Klockare.